# Já Se Fabricam Automóveis em Portugal
Já se Fabricam Automóveis em Portugal é um documentário de Manoel de Oliveira, lançado em 1938.
O documentário foi encomendando por Eduardo Ferreirinha, autor do modelo Edfor da Ford, em 1938. Foi com este carro que Manoel de Oliveira venceu em 1938 a II Rampa
do Gradil.

O filme esteve desaparecido durante muito tempo (após estreia no Trindade, a 3 de fevereiro de 1938), o filme foi redescoberto pela Cinemateca em 1998 e exibido nesse ano. Mas, até hoje, só se localizou a banda imagem e considerou-se perdida a música original de Carlos Calderón e a locução de Fernando Pessa.